# William Burroughs
William Seward Burroughs II (5. veljače 1914. – 2. kolovoza 1997.), američki pisac, društveni kritičar, slikar i predvodnik beat generacije.
Rodio se u obitelji srednje klase, a majka mu je bila kći svećenika čija je obitelj tvrdila da su u rodu s Robertom Edwardom Leejem, zapovjednikom vojske Konfederacije u Američkom građanskom ratu. Bili su pristojni industrijalci.
Burroughs je imao turbulentan život. Bio je u Drugom svjetskom ratu iz kojeg ga je izvukla majka. Imao je epizoda psihičke nestabilnosti. Bio je homoseksualac i ovisnik o morfiju. Od njega se nikad nije odvikao, pa je prodavao heroin da bi hranio svoju ovisnost. Tijekom tridesetih godina 20. stoljeća, putovao je po Europi, spasivši jednu Židovku od nacističkog progona. Oženili su se u Hrvatskoj, ali brak nikad nije konzumiran. Kada je njegova žena Ilsa došla u SAD, razvela se od Burroughsa, no to mu nije teško palo, jer su ostali prijatelji još mnogo godina. Imao je diplomu Harvarda. Kada je Joan Vollmer okupljala beat generaciju, on se pridružio pokretu, iako je bio stariji od većine pripadnika. Pseudonim mu je bio William Lee, a Kerouac ga u svom remek djelu, romanu "Na cesti", zove Stari Bik Lee. Iako je Burroughs napisao mnogo djela, najpoznatiji rad mu je roman "Goli ručak', koji je objavljen 1958. godine. Značajan je, jer u njemu William koristi nelinarni način pripovjedanja, a smarta ga se znanstveno fantastičnim djelom. Najavio je fenomene kao što su AIDS, liposukcija, autoerotične smrti i epidemija cracka. Imao je sina koji je umro 1981. godine. Burroughs je umro u 83. godini, dan nakon srčanog udara.

## Vanjske poveznice
|  | Zajednički poslužitelj ima još gradiva o temi William Burroughs |